# Beaulieu (Beaulieu)

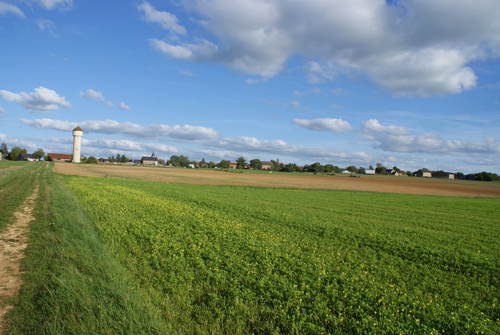
Beaulieu (2011)

Beaulieu ist eine Ortschaft und eine ehemalige französische Gemeinde mit 24 Einwohnern (Stand: 1. Januar 2022) im Département Nièvre in der Region Bourgogne-Franche-Comté.
Mit Wirkung vom 1. Januar 2016 wurden die bisherigen Gemeinden Beaulieu, Dompierre-sur-Héry und Michaugues zu einer namensgleichen Commune nouvelle mit dem Namen Beaulieu zusammengeschlossen und verfügen in der neuen Gemeinde über den Status einer Commune déléguée. Der Verwaltungssitz befindet sich im Ort Beaulieu.

## Lage
Nachbarorte sind Brinon-sur-Beuvron im Nordwesten, Moraches im Norden, Héry im Osten, Guipy im Südosten und Neuilly im Südwesten.